# 山川鴻三
山川 鴻三（やまかわ こうぞう、1917年6月26日 - 2009年4月25日）は、日本の英文学者。大阪大学名誉教授。

## 経歴
三重県生まれ。京都帝国大学文学部英文科卒。京都工芸繊維大学助教授、1960年大阪大学文学部助教授、68年「近代英文学における批評の伝統」で大阪大学文学博士。74年教授、81年定年退官、名誉教授、佛教大学教授。

## 著書
- 『思想の冒険 ロレンスの小説』研究社 1974
- 『モームの二つの世界』あぽろん社 1980
- 『第十の詩神 英文学者と美術批評』あぽろん社 1986
- 『イギリス小説とヨーロッパ絵画』研究社出版 1987
- 『サロメ 永遠の妖女』新潮選書 1989
- 『ヴェニスと英米文学 シェイクスピアからヘミングウェイまで』南雲堂 2004

編著
- 『楽園の文学 エデンを夢見た作家たち』編 世界思想社 1995

記念論文集
- 『山川鴻三教授退官記念論文集』山川鴻三教授退官記念論文集刊行会 1981

## 論文
- CiNii>山川鴻三